# Lactobacillus kefiranofaciens
Lactobacillus kefiranofaciens è una specie di batterio appartenente alla famiglia delle Lactobacillaceae.
isolato nella prima volta nel kefir, da cui prende il nome. Il suo ceppo è WT-2B (ATCC 43761). Il suo genoma è stato mappato.